# Wahrberg
Der Wahrberg liegt südlich der Ortschaft Hillerse der Stadt Northeim im Landkreis Northeim.

## Geographische Lage
Der Wahrberg liegt ungefähr vier Kilometer südwestlich von Northeim. Naturraummäßig gehört der Berg zum Northeimer Keuperhügelland innerhalb der Leine-Ilme-Senke und grenzt unmittelbar an die Leineaue. 

## Naturschutzgebiet
Das Naturschutzgebiet Wahrberg auf der Bergkuppe hat eine Größe von 25 ha. Die Unterschutzstellung erfolgte 1990 durch die Bezirksregierung Braunschweig. Die aktuelle Verordnung über das Naturschutzgebiet datiert vom 26. Februar 2010 und wurde vom NLWKN, dem Niedersächsischen Landebetrieb für Wasserwirtschaft, Küsten- und Naturschutz als Fachbehörde für Naturschutz, erlassen.
Das Gebiet liegt am westlichen Rand des Leinetales und gehört zur Naturräumlichen Region Weser- und Leinebergland. Es trägt das statistische Kennzeichen "NSG BR 103".
Laut dem NLWKN erfolgt die Unterschutzstellung, „um den Wahrberg mit seiner landschaftsprägenden Gestalt als Lebensraum der an Kalkstandorte gebundenen Lebensgemeinschaften von wildlebenden Pflanzen- und Tierarten zu erhalten und zu entwickeln“.

## Natur
Das Schutzgebiet war früher Zentrum eines Beweidungssystems, durch das Trockenrasen entstanden sind. Zur Sicherung des Bestandes werden sie wieder durch Ziegen und Schafe beweidet. Um die Entwicklung des Gebietes zu fördern, wurden ferner Nadelholzbestände entfernt und durch hier standortgerechte Laubgehölze ersetzt.
Das abwechslungsreiche Landschaftsbild, bestehend aus naturnahen Kalktrockenrasen, deren Verbuschungsstadien und gehölzreiche Bereich machen die besondere Schönheit des Gebietes aus. Die Trockenrasen selbst sind nur locker von wenigen Kiefern bestanden.

## Pflanzen- und Tierwelt
Durch die Standortverhältnisse mit extremen Bedingungen, z. B. hinsichtlich der Temperaturschwankungen ist das Gebiet Lebensraum entsprechend angepasster Tier- und Pflanzenarten in hoher Vielfalt und mit großem Artenreichtum.
Typische Pflanzenarten der Trockenrasen wie Gold- und Silberdistel, Fransen-Enzian, Großer Ehrenpreis etc. kommen im Gebiet vor sowie eine ganze Reihe von Orchideenarten wie Mücken-Händelwurz, Fliegen-Ragwurz und Stattliches Knabenkraut. In den verbuschten Bereichen dominieren Arten wie Weißdorn und Schlehe.
An Tierarten kommen besonders viele Insektengruppen sowie Reptilien im Gebiet vor.

## Andere Schutzkategorien
Das Naturschutzgebiet ist deckungsgleich mit dem FFH-Gebiet 284.